# Gornji Varoš
Gornji Varoš su naselje u općini Stara Gradiška u Brodsko-posavskoj županiji. 

## Zemljopis
Nalaze se zapadno od Stare Gradiške, i istočno Uskoka. 

## Povijest
Selo je nastalo sredinom 18. stoljeća, između 1730. i 1735. godine. Zbog proširenja i naglašavanja vojne funkcije tvrđave Stara Gradiška, stanovnici unutar tvrđave morali su se iseliti. Tako su nastala sela Gornji i Donji Varoš. U Gornjem Varošu nalazi se Kapela sv. Ilije koja je također poznata među stanovnicima sela kao "Kapelica" te je izgrađena u 19. stoljeću.

## Stanovništvo
Prema popisu stanovništva iz 2001. godine Gornji Varoš imao je 293 stanovnika od toga 290 Hrvata, dok je prema popisu stanovništva iz 2011. godine imao 258 stanovnika
| broj stanovnika | 587   | 735   | 767   | 860   | 916   | 974   | 814   | 760   | 744   | 735   | 627   | 535   | 410   | 395   | 293   | 258   | 189   |
|                 | 1857. | 1869. | 1880. | 1890. | 1900. | 1910. | 1921. | 1931. | 1948. | 1953. | 1961. | 1971. | 1981. | 1991. | 2001. | 2011. | 2021. |